# 2009年のグランドチャンピオンシップ (独立リーグ)
2009年のグランドチャンピオンシップ（2009ねんのグランドチャンピオンシップ）は、2009年10月24日から11月3日に、四国・九州アイランドリーグ（現・四国アイランドリーグplus）優勝チームの高知ファイティングドッグスと、ベースボール・チャレンジ・リーグ優勝チームの群馬ダイヤモンドペガサスによる、野球独立リーグ日本一の座をかけて行われたグランドチャンピオンシップである。
ともに初出場同士の対戦は4戦目までビジターチームが勝つ展開となったが、第5戦に高知が勝利し、アイランドリーグチームの3連覇となった。前回は実施されなかったMVP表彰が復活した。

## 日程
以下の予定であった。
- 第1・2戦は10月24・25日に群馬ダイヤモンドペガサスの球場
- 第3-5戦は10月31-11月2日に高知市野球場で開催

群馬での使用球場は下記の予定とされていた。   
- 第1戦（10月24日） - 藤岡総合運動公園市民球場
- 第2戦（10月25日） - 上毛新聞敷島球場

- 予備日は群馬が10月26・27日（敷島球場）、高知が11月3～5日（高知市野球場）。
- 高知市野球場はデーゲーム（照明設備がないため、日没の場合はコールドゲーム）。

実際には第4戦が雨天順延となり、以後1日ずつ開催がずれた。
なお、群馬での日程発表後にはファンからナイター開催やアクセスに関する苦情が球団に対して寄せられ、球団は公式ブログ上で釈明をおこなっている。

## 試合結果

### 第1戦
10月24日　藤岡総合運動公園市民球場　開始18:00（試合時間：3時間19分）　入場者数1512人
| 高知 | 0 | 0 | 1 | 3 | 1 | 0 | 0 | 0 | 1 | 6 |
| 群馬 | 2 | 0 | 0 | 0 | 0 | 0 | 0 | 0 | 0 | 2 |

（高）○吉川（1勝）－飯田

（群）●大木（1敗）、川野、小暮、清水、キム　－川村

本塁打

（高）オ1号

### 第2戦
10月25日　上毛新聞敷島球場　開始17:00（試合時間：3時間23分）　入場者数1783人
| 高知 | 1 | 0 | 0 | 0 | 0 | 0 | 0 | 0 | 2 | 3 |
| 群馬 | 0 | 1 | 0 | 1 | 0 | 0 | 0 | 0 | 0 | 1 |

（高）○伊代野（1勝）－飯田

（群）堤、●清水（1敗）、小暮－川村

### 第3戦
10月31日　高知市野球場　開始12:00（試合時間：3時間47分）　入場者数922人
| 群馬 | 0 | 0 | 0 | 0 | 1 | 3 | 1 | 0 | 2 | 7 |
| 高知 | 0 | 0 | 3 | 0 | 0 | 0 | 1 | 1 | 0 | 5 |

（高）吉川、●山隈（1敗）、野原 －飯田

（群）○堤（1勝）、S越川（1S） －川村

本塁打

（高）YAMASHIN1号

### 第4戦
11月2日　高知市野球場　開始12:00（試合時間：2時間45分）　入場者数387人
| 群馬 | 0 | 0 | 2 | 0 | 0 | 0 | 0 | 0 | 0 | 2 |
| 高知 | 1 | 0 | 0 | 0 | 0 | 0 | 0 | 0 | 0 | 1 |

（高）●伊代野（1勝1敗）－飯田

（群）鈴木、○キム（1勝） －川村

本塁打

（群）山田1号

### 第5戦
11月3日　高知市野球場　開始12:00（試合時間：2時間32分）　入場者数772人
| 群馬 | 0 | 1 | 0 | 0 | 0 | 0 | 0 | 0 | 0 | 1 |
| 高知 | 1 | 0 | 0 | 0 | 1 | 0 | 0 | 0 | X | 2 |

（高）○野原（1勝）－川村

（群）●小暮（1敗）－飯田

本塁打

（群）井野口1号

## 表彰選手
- MVP：野原慎二郎（高知）